# Bleeding Through
Bleeding Through es una banda de metalcore melódico originaria de la ciudad de Orange County, Estados Unidos.

## Trayectoria
El grupo fue fundado durante el verano de 1998 con el nombre Breakneck, entonces el grupo consistía de Brandan Schieppati, Javier Van Huss , el guitarrista Scott Danough junto con el bajista Chad Tafolla y el batería Troy Born del grupo Taken 
La formación cambió cuando Van Huss se marchó del grupo y entró en su lugar Marc Jackson para cubrir el puesto de bajista, ya que Tafolla cambió el bajo por la guitarra eléctrica quien llevó al grupo a un sentimiento más death metal. Con el cambio cambiaron el nombre de la banda por uno más adecuado a su nuevo estilo, fue entonces cuando se rebautizaron como Bleeding Through y firmaron con la Discográfica Prime Directive Records para grabar su primer LP en el 2001, llamado Dust to Ashes. Poco antes de entrar al estudio se unieron al grupo Vijay Kumar y Cat Burgle como bajistas y la única integrante femenina de la banda, Molly Street, entrando como bajista. Cuando el álbum empezó a tener fama Troy Born abandonó el grupo, pero rápidamente el grupo encontró a otro batería, Derek Youngsma.
Compartiendo lazos con Eighteen Visions y Throwdown, Schieppati optó por poner a Bleeding Through por encima del resto de las bandas en las que participaba y así poder participar en el nuevo disco de la banda sacado el 2002, llamado Portrait of the Goddess (Indecisión Records). Actualmente la banda está compuesta por Brandan "Sheep" Schieppati (vocalista), Scott Danough y Brian Leppke (guitarristas), Ryan Wombacher (bajista), Marta Peterson](teclado) y Derek Youngsma (baterista).

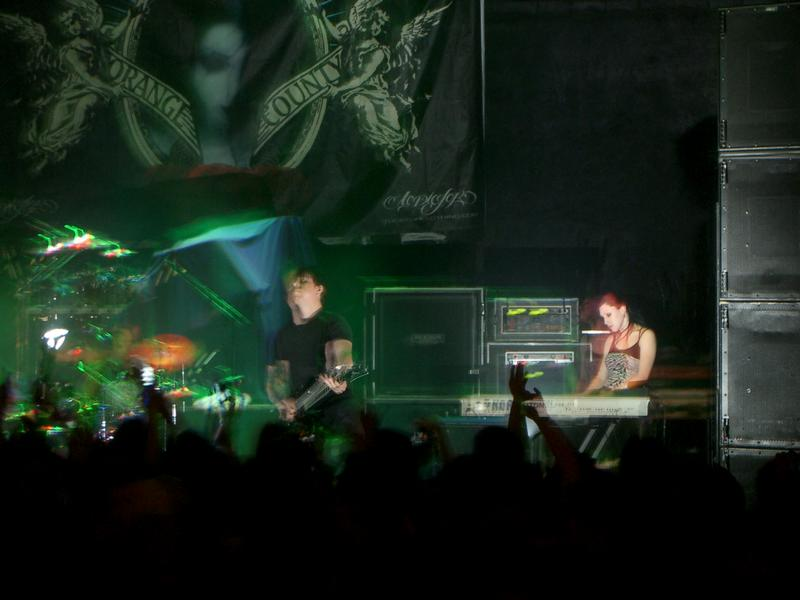
Bleeding Through cantando en vivo en el New England Metal and Hardcore Festival, 2005.

La increíble promoción que obtuvo su siguiente disco, This is Love, This is Murderours llevó a Bleeding Through a hacer una gira nacional por Estados Unidos junto con AFI y Hot Water Music. Estas fechas propulsarían al grupo a estar en la conciencia americana aunque no por muy buenos motivos.
En un momento inesperado, la banda donó su versión de "Rocket Queen" a un tributo de Guns N' Roses, Bring You To Your Knees, distribuido por Inertia Records en marzo de 2004. En julio y agosto de ese mismo año tocaron en los eventos del Ozzfest en el segundo escenario encabezando a Slipknot y tocando por debajo de Hatebreed, Lamb of God, Every time I Die, Unearth, Lacuna Coil y Atreyu. Después sacaron un vídeo promocional de la canción que abría su último disco, llamada "Love Lost in a Hail of Gunfire" y dirigido por Chris Sims. 
En octubre salió una reedición en Reino Unido de su disco This is Love, This is Murderous que contenía tres bonus tracks en directo, "Revenge I Seek", "Rise" y "Our Enemies". En febrero de 2005 giraron por primera vez por Europa teloneando a Cult of Luna. Posteriormente la banda, trabajó con Rob Caggiano como productor, grabando en el estudio Cherokee, en Los Ángeles, para grabar su penúltimo disco, que salió a la venta en 2006, llamado The Truth. En el 2008 lanzaron su disco llamado Declaration, con mucha más influencia de black metal sinfónico.
El 31 de enero de 2012 lanzaron su séptimo disco, llamado The Great Fire.
Pero el 25 de mayo de 2018 regresaron más fuertes que nunca con su álbum Love Will Kill All.

## Miembros
Actuales
- Brandan Schieppati - voces (1999-2014, 2017–presente)
- John Arnold - guitarras (2022-presente)
- Brandon Richter - guitarras (2022-presente)
- Marta Peterson - teclados (2003-2014, 2017–presente)
- Derek Youngsma - batería (2001-2014, 2017–presente)

Anteriores
- Scott Danough - guitarras (1997-2007)
- Jona Weinhofen - guitarras (2007-2009)
- Chad Tafolla - bajo (1999-2001)
- Troy Born - batería (1999-2001)
- Marc Jackson - bajo (1999-2000)
- Vijay Kumar - bajo (1999-2000)
- Molly Street - teclados (2000-2003)
- Scott Danough - guitarras (2001-2007)(2013-2014)
- Brian Leppke - guitarras (2001-2014)
- Ryan Wombacher - bajo, coros (2002-2014, 2017-2025)

## Discografía
Álbumes
- Dust to Ashes (2001)
- Portrait of The Goddess (2002)
- This is Love, This is Murderous (2003)
- The Truth (2006)
- Declaration (2008)
- Bleeding Through (2010)
- The Great Fire (2012)
- Love Will Kill All (2018)
- Nine (2025)

DVDS
- This Is Live, This Is Murderous (2004, Kung Fu Records)
- Wolves Among Sheep (2005, Trustkill Records)

Compilaciones
- MTV2 Headbangers Ball: The Revenge
- The Best Of Taste Of Chaos
- Threat: Music That Inspired The Movie '
- Threat: Original Motion Picture Soundtrack
- Amp Magazine Presents: Volume 1: Hardcore
- Blood Sweat & Ten Years
- Bring You To Your Knees...Guns N' Roses
- MTV2 Headbangers Ball, Vol. 2
- Fighting Music 2
- Trustkill Takeover
- 2005 Warped Tour Compilation
- Punk Goes '90s
- Black on Black: A Tribute to Black Flag